# Zernyia enconistoides
Zernyia enconistoides är en fjärilsart som beskrevs av Hans Zerny 1927. Zernyia enconistoides ingår i släktet Zernyia och familjen mätare. Inga underarter finns listade i Catalogue of Life.